# Heliopora coerulea
El coral azul (Heliopora coerulea) es la única especie de coral existente actualmente en su orden Helioporacea, de la clase Anthozoa.
Pertenece al grupo de los corales hermatípicos. Su esqueleto es macizo y está compuesto de carbonato cálcico. Tras la muerte del coral, su esqueleto contribuye a la generación de nuevos arrecifes en la naturaleza.

## Morfología
El esqueleto colonial, o corallum, es azul, lo que le distingue del resto de los corales. Es de tipo masivo y adquiere formas laminares, ramificadas, columnares o incrustantes. En el interior del esqueleto hay cristales de un pigmento azul oscuro, tipo biliverdina. Para producir este pigmento, el coral tiene la habilidad de extraer del agua hierro y oxidarlo, convirtiéndolo en una sal azul que se fija en el esqueleto.
Los pólipos autozoides son bastante largos y delgados y habitan en un sistema de tubos canalizado por todo el esqueleto. Sus ocho tentáculos presentan unas células urticantes denominadas nematocistos, empleadas en la caza de presas microscópicas de plancton. Al igual que los corales de fuego del género Millepora, posee pólipos dactilozoides, que son defensivos y, al tiempo, su principal herramienta para captar alimento; tienen entre 0,1 y 0,3 mm de diámetro, permanecen en cavidades bajo la superficie del coral y emergen por la noche a través de los poros. Poseen tentáculos finos, como pelos, que presentan nematocistos.
H. coerulea presenta el tejido común de la colonia, o cenénquima, en tonos marrón claro o gris verdoso. Los pólipos autozoides son de color azul, blanco o gris verdoso. Las colonias alcanzan los 2 m de altura.

## Alimentación
Los pólipos contienen algas simbióticas; mutualistas (ambos organismos se benefician de la relación) llamadas zooxantelas. Las algas realizan la fotosíntesis produciendo oxígeno y azúcares, que son aprovechados por los pólipos, y se alimentan de los catabolitos del coral (especialmente fósforo y nitrógeno). Esto les proporciona entre el 75 y el 95% de sus necesidades alimenticias. El resto lo obtienen atrapando plancton microscópico y materia orgánica disuelta en el agua.

## Reproducción
Se reproducen asexualmente mediante gemación y sexualmente mediante fertilización interna, desarrollando una larva. Las larvas maduras, una vez en el exterior, están más preparadas para fijarse rápidamente al sustrato. De hecho, se ha comprobado que las larvas de H. coerulea no nadan, por lo que se adhieren alrededor de la colonia madre, garantizando de este modo que crecerán en condiciones favorables. Una vez adheridas, evolucionan a pólipo y comienzan su vida sésil, secretando un esqueleto de aragonita, y formando la colonia mediante la división de los pólipos por gemación.

## Galería

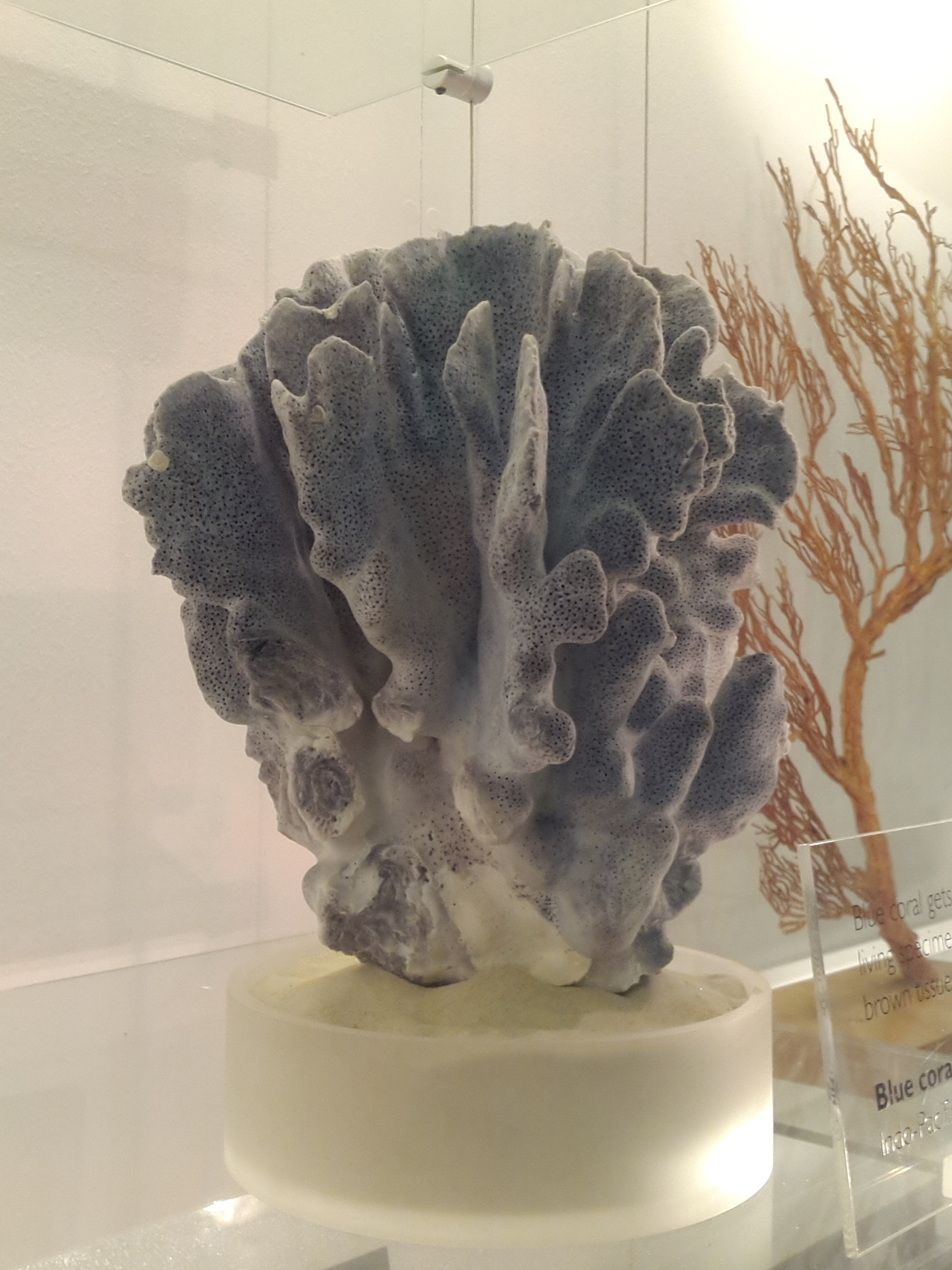
Corallum de H. coerulea en el Natural History Museum, Londres
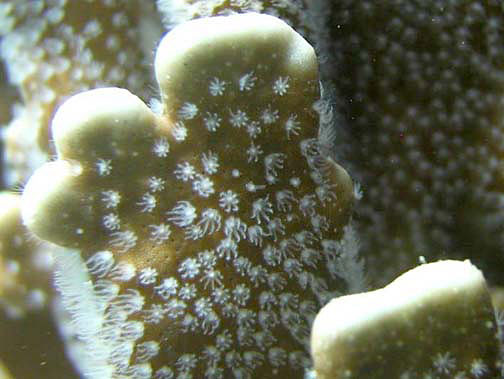
Con pólipos expandidos, en Samoa
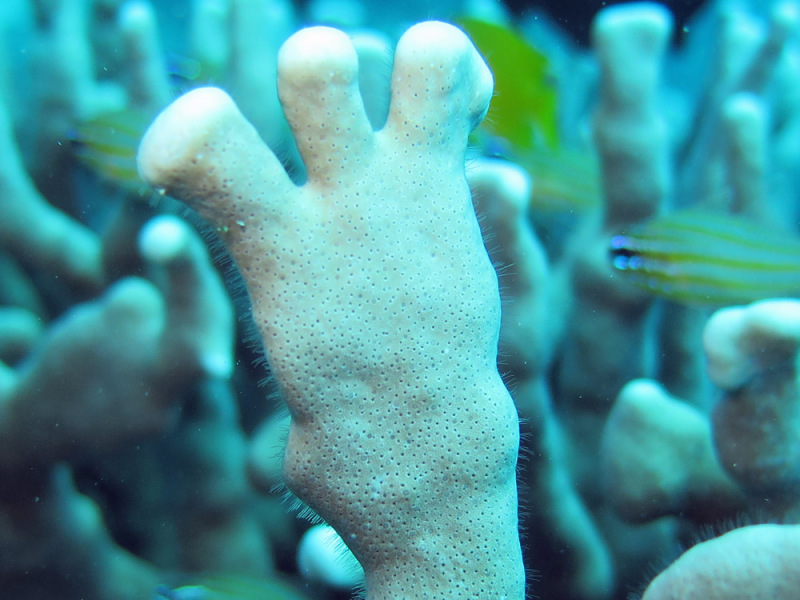
En isla Lizard, pólipos autozoides retraídos, numerosos pelos finos visibles son tentáculos de pólipos dactilozoides
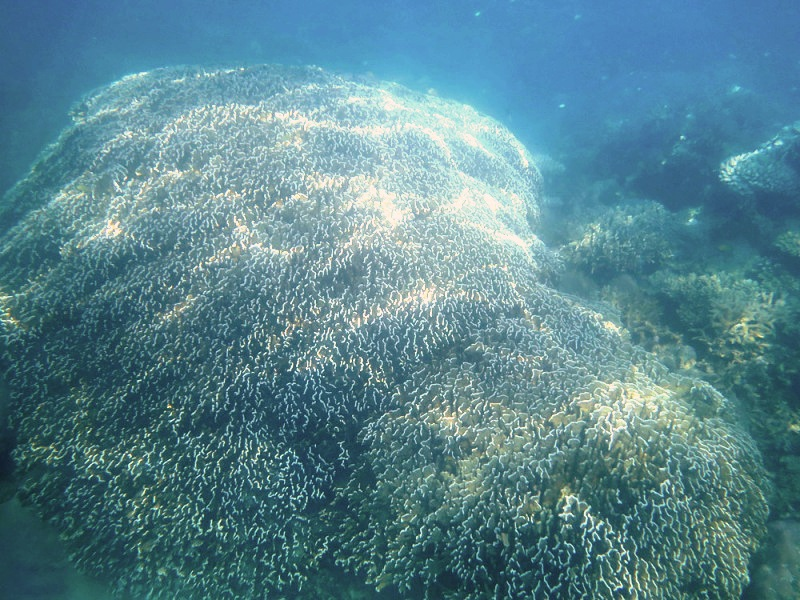
Gran colonia en isla Lizard, Australia
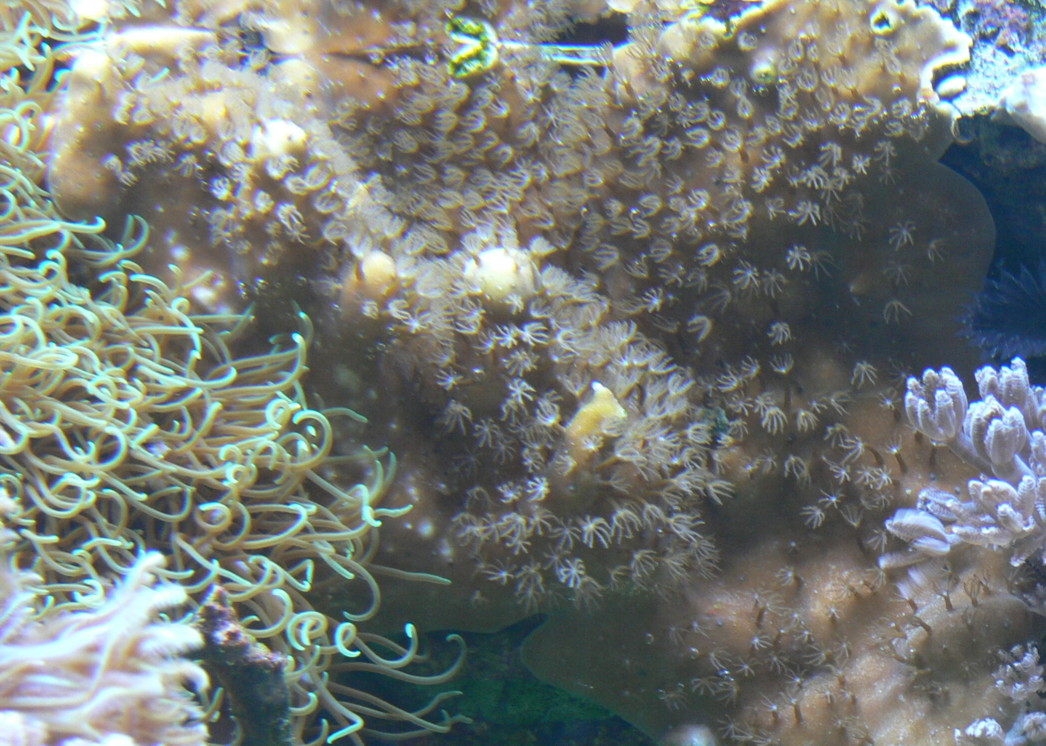
Con pólipos expandidos
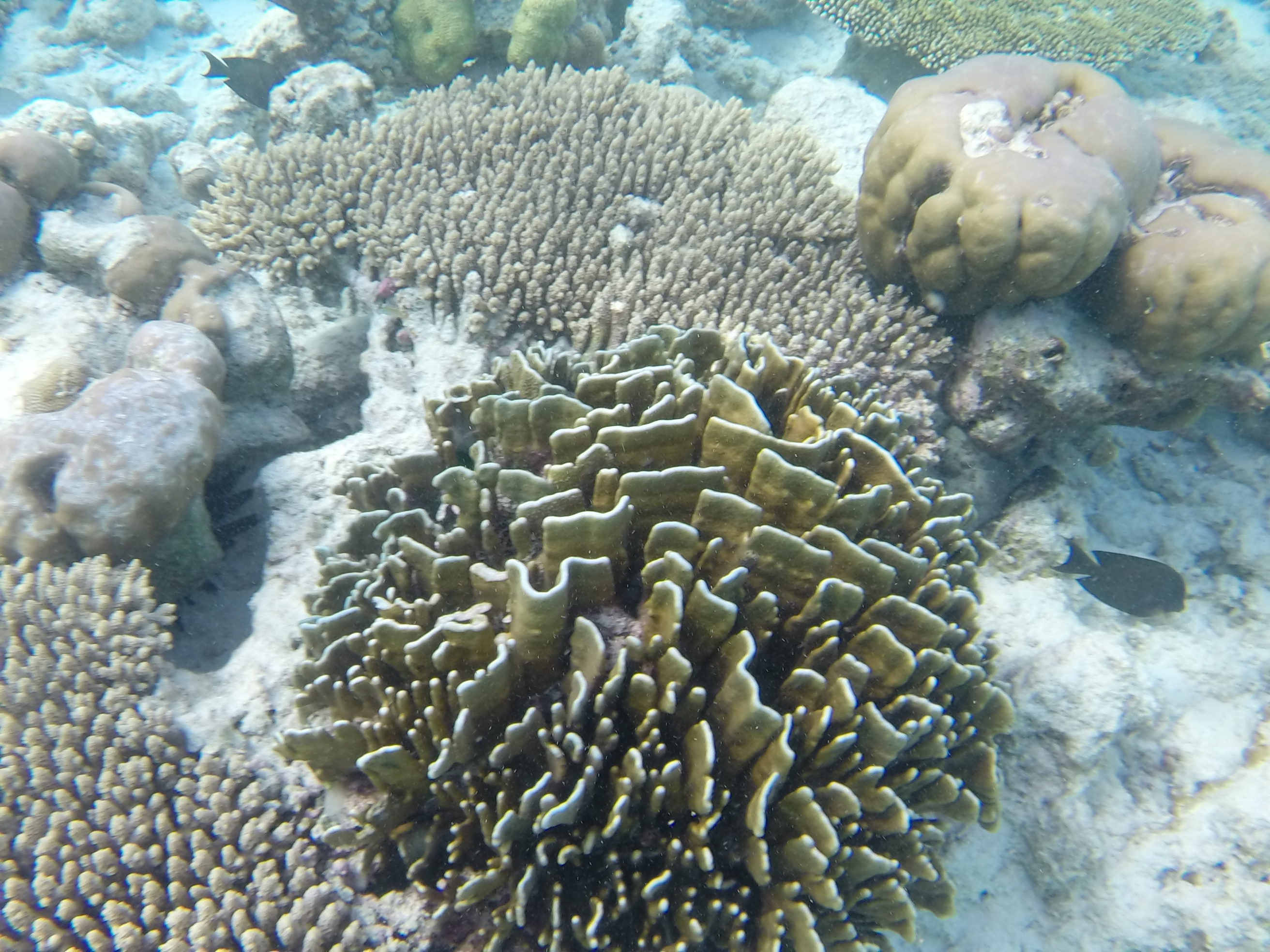
H. coerulea, centro, en el atolón Baa
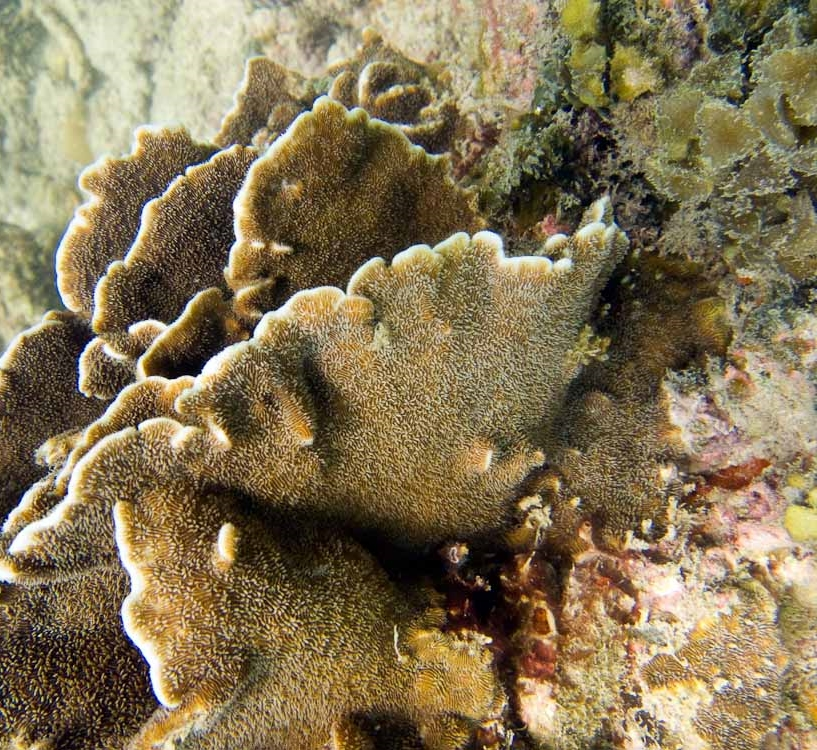
En Koh Phangan, Tailandia
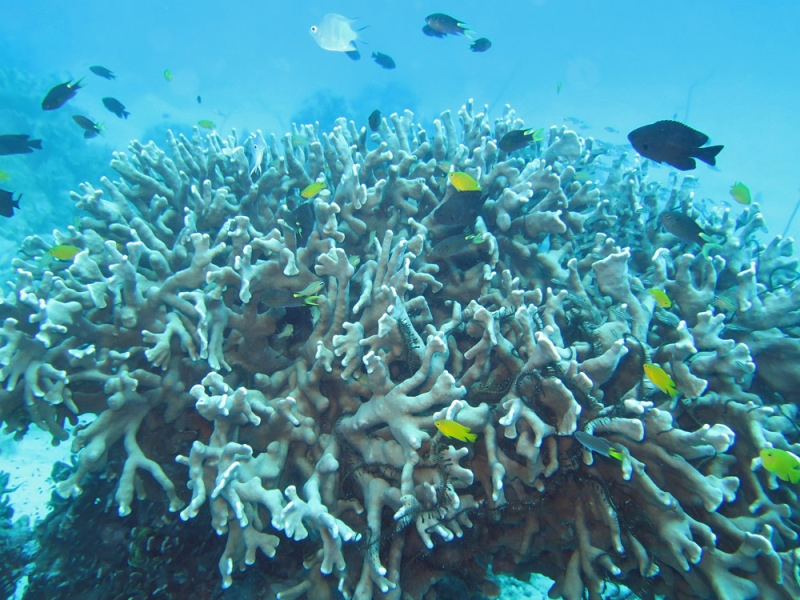
Una colonia ramificada de coral azul, de un metro de extensión, en isla Lizard

## Hábitat
Suelen vivir en arrecifes de coral, en zonas poco profundas, bien iluminadas y cercanas a las costas, entre 0 y 9 m, usualmente por encima de 2 m, no obstante, se localizan hasta los 51 m de profundidad, y en un rango de temperatura entre 26.47 y 28.95 °C. Aunque también se encuentran en zonas intermareales, lagunas y zonas protegidas del arrecife, donde desarrollan formas ramificadas, mayoritariamente se dan en zonas expuestas con fuerte oleaje, en cuyo lugar conforman estructuras más robustas.

## Distribución geográfica
Se distribuyen por todo el océano Indo-Pacífico, más frecuentemente en zonas ecuatoriales de aguas cálidas cerca de 29 °C. 
Es especie nativa de  Arabia Saudí;  Australia; Baréin; Bangladés; Birmania; Camboya; Isla de Navidad; Islas Cocos; Comoros; Egipto; Emiratos Árabes Unidos; Eritrea; Filipinas; Fiyi; India; Indonesia; Irán; Irak; Israel; Japón; Jordania; Kenia; Kiribati; Kuwait; Madagascar; Malasia; Maldivas; Islas Marshall; Mauritius; Mayotte; Micronesia; Mozambique; Nauru; Nueva Caledonia; Niue; Omán; Pakistán; Palaos; Papúa Nueva Guinea; Catar; Reunión; Samoa; Samoa Americana; Seychelles; Singapur; Islas Salomón; Somalia; Sudáfrica; Sri Lanka; Sudán; Taiwán, Provincia de China; Tanzania; Tailandia; Tokelau; Tonga; Tuvalu; Vanuatu; Vietnam; Wallis y Futuna, Yemen y Yibuti.

## Conservación
Aunque es una especie común en algunas zonas, H. coerulea está incluida en los Apéndices I y II de CITES, lo que significa que en los países firmantes de este tratado se requiere un permiso tanto para su recolección, como para su comercio.
Debido al color de su esqueleto, se recolecta para el comercio orientado al turismo y a la joyería.
Su estado de conservación según la IUCN es "especie vulnerable". Categoría para especies que han mostrado una fuerte caída, de entre un 37%, de su población en los últimos 30 años o tres generaciones, fluctuaciones, disminución o fragmentación en su rango de distribución geográfica.
Debido a su ubicación a poca profundidad, es muy sensible, tanto a su fácil recolección, como a daños por el cambio climático.
En Banda Aceh, Indonesia, gigantéscas formaciones de Heliopora que se extienden a lo largo de 10 km, fueron la especie más dañada de todos los corales por el terremoto del océano Índico que provocó el tsunami de 2004.